# Marcelo Panguana
Marcelo Panguana, né le 30 mars 1951 à Lourenço Marques (auj. Maputo), dans le Mozambique portugais, est un écrivain et journaliste mozambicain, auteur de nouvelles, de poèmes, de contes et d'ouvrages pour la jeunesse.

## Biographie
En 1971 il entre à l'université, mais ses études de chimie sont interrompues par la guerre. Il ne les reprend qu'après l'indépendance, en 1976, cette fois en pétrochimie.
Sur le plan littéraire, il commence à écrire de la poésie et à collaborer à divers périodiques, tels que Domingo, Notícias et Tempo. Dans les années 1980 il participe à l'éphémère revue Charrua, devient un membre très actif de l'Association des écrivains mozambicains (AEMO) fondée en 1982, dont il dirige le magazine Lua Nova, lancé en 1988. Dans la même période paraît son premier livre, un recueil de nouvelles intitulé As Vozes que Falam de Verdade [Les voix qui parlent de la Vérité] (1987).

## Œuvre
Même s'il met volontiers en scène le Mozambique urbain moderne, Marcelo Panguana puise largement son inspiration dans la tradition orale et les thématiques africaines, telles que la culture ronga, les croyances traditionnelles, les trafics ou les prétentions du « nouveau riche ».
- As Vozes que Falam de Verdade, 1987 (nouvelles[2])
- A Balada dos Deuses, 1991 (nouvelles[2])
- Fazedores da Alma, 1999 (entretiens en collaboration avec Jorge Oliveira)
- O Chão das Coisas, 2004[3]
- Os ossos de Ngungunhana, João Kuimba, Chico Ndaenda e outros contos, 2006[4](pt)
- Como um louco ao fim da tarde, 2010[5]
- Leona, a filha do silêncio, 2010, réédité en version illustrée en 2018 (littérature jeunesse)
- Conversas do fim do mundo, 2012[6]
- O vagabundo da Pátria, 2015[7]

## Distinctions
Il a reçu le prix Rui de Noronha décerné par la FUNDAC et une mention d'honneur au grand prix Sonangol de littérature (pt) 2011, attribué par la compagnie pétrolière angolaise Sonangol, pour son livre O filho do Planalto.